# Aveiro (Pará)
Aveiro, amtlich portugiesisch Município de Aveiro, ist ein Munizip im brasilianischen Bundesstaat Pará der strukturschwachen Região Norte.
Der Ort liegt am Rio Tapajós und ist bekannt für die Versuche von Henry Ford, hier Kautschukpflanzungen anzulegen. In dem Ort Fordlândia sind noch die Anlagen und der Wohnsitz Henry Fords zu besichtigen.
Laut Volkszählung 2010 lebten in der Gemeinde 15.849 Einwohner. Die Bevölkerungszahl wurde zum 1. Juli 2021 auf 16.421 Einwohner geschätzt, die Aveirenser (aveirenses) genannt werden und auf einem sehr großen Gemeindegebiet von rund 17.074 km² leben. Die Bevölkerungsdichte liegt rechnerisch bei 1 Person pro km². Sie steht an 113. Stelle der 144 Munizips des Bundesstaats.

## Geographie
Umliegende Gemeinden sind Juruti, Belterra, Santarém und Rurópolis.
Das Biom ist der Amazonas-Regenwald.

### Klima
Die Gemeinde hat tropisches Klima mit viel Niederschlag, Am nach der Klimaklassifikation nach Köppen und Geiger. Die Durchschnittstemperatur ist 26,7 °C. Die durchschnittliche Niederschlagsmenge liegt bei 1743 mm im Jahr.
|                   | Jan  | Feb  | Mär  | Apr  | Mai  | Jun  | Jul  | Aug  | Sep  | Okt  | Nov  | Dez  |   |      |
| Temperatur (°C)   | 26,3 | 25,9 | 26,3 | 26,6 | 26,4 | 26,3 | 26,3 | 26,9 | 27,5 | 27,6 | 27,3 | 26,9 | Ø | 26,7 |
| Niederschlag (mm) | 283  | 267  | 272  | 208  | 187  | 73   | 63   | 50   | 58   | 80   | 83   | 119  | Σ | 1743 |

## Geschichte
Ursprünglich war das Land von den Munduruku besiedelt, die dort am Rio Tapajós ein Walddorf angelegt hatten. Der portugiesische Ortsname wurde durch den Gouverneur und Generalkapitän José de Neapel Tello de Menezes am 23. August 1781 vergeben, er hatte den Ortsansässigen Francisco Alves Nobre mit der Verwaltung der errichteten Freguesia de Nossa Senhora da Conceição do Aveiro betraut.
Am 30. Dezember 1961 wurden Gebiete von Santarém und Itaituba abgetrennt und durch das „Lei Estadual nº 2460“ ein neues Munizip mit dem Namen Aveiro gebildet. Es besteht aus den Distrikten Distrito de Aveiro, Distrito de Brasília Legal und Distrito de Pinhal.

## Kommunalverwaltung
Die Exekutive liegt bei dem Stadtpräfekten (Bürgermeister). Bei der Kommunalwahl 2016 wurde Vilson Gonçalves des MDB (früher PMDB) zum Stadtpräfekten für die Amtszeit von 2017 bis 2020 gewählt und bei den Kommunalwahlen in Brasilien 2020 für die Amtwzeit von 2021 bis 2024 wiedergewählt.
Die Legislative liegt bei einem Stadtrat aus neun gewählten vereadores der Câmara Municipal.

## Bevölkerungsentwicklung
| Jahr | Einwohner | Stadt | Land   |
| --- | --------- | ----- | ------ |
| 1900 | 2.592     |       |        |
| 1920 | 4.973     |       |        |
| 1970 | 8.819     | 1.108 | 7.711  |
| 1980 | 12.749    | 1.854 | 10.895 |
| 1991 | 10.876    | 2.496 | 8.380  |
| 2000 | 15.518    | 2.980 | 12.538 |
| 2010 | 15.767*   | 3.182 | 12.585 |
| 2021 | 16.421    | ?     | ?      |
| Die zur Anzeige dieser Grafik verwendete Erweiterung wurde dauerhaft deaktiviert. Wir arbeiten aktuell daran, diese und weitere betroffene Grafiken auf ein neues Format umzustellen. (Mehr dazu) |           |       |        |

Quelle: IBGE (2011) – *: Das IBGE gibt sowohl 15.849 wie 15.767 Einwohner für 2010 an.

## Durchschnittseinkommen und Lebensstandard
Das monatliche Durchschnittseinkommen betrug 2017 den Faktor 2,2 des brasilianischen Mindestlohns (Salário mínimo) von R$ 880,00 (Einkommen umgerechnet für 2019: rund 438 € monatlich). Der Index der menschlichen Entwicklung (HDI) ist mit 0,541 für 2010 als niedrig eingestuft. 
2017 waren 785 Personen oder 4,9 % der Bevölkerung als fest im Arbeitsverhältnis stehend gemeldet, 58 % der Bevölkerung hatten 2010 ein Einkommen von der Hälfte des Minimallohns. Über 2010 Familien erhielten im Oktober 2019 Unterstützung durch das Sozialprogramm Bolsa Família.
Das Bruttosozialprodukt pro Kopf betrug 2016 7685,44 R$, das Bruttosozialprodukt der Gemeinde belief sich 2016 auf 122.582,81 Tsd. R$.

## Bildung

### Analphabetenquote
Aveiro hatte 1991 eine Analphabetenquote von 35,4 % (inklusive nicht abgeschlossener Grundschulbildung), die sich bei der Volkszählung 2010 bereits auf 17,9 % reduziert hatte. Diese Werte sind im Vergleich der Gemeinden der Nordregion nicht ungewöhnlich. Rund 40 % der Bevölkerung waren 2010 Kinder und Jugendliche bis 15 Jahre.

## Ethnische Zusammensetzung
Ethnische Gruppen nach der statistischen Einteilung des IBGE (Stand 2000 mit 15.518 Einwohnern, Stand 2010 mit 15.849 Einwohnern):
| Gruppe      | Anteil 2000 | Anteil 2010 | Anmerkung                        |
| ----------- | ----------- | ----------- | -------------------------------- |
| Pardos      | 10.919      | ▲ 10.820    | Mischrassige, Mulatten, Mestizen |
| Brancos     | 1.929       | ▼ 739       | Weiße, Nachfahren von Europäern  |
| Pretos      | 1.029       | ▲ 1.241     | Schwarze                         |
| Amarelos    | 29          | ▲ 183       | Asiaten                          |
| Indígenas   | 1.403       | ▲ 1.867     | indigene Bevölkerung             |
| ohne Angabe | 210         | –           |                                  |

## Terra Indígena Escrivão
Obwohl Brasiliens Präsident Luiz Inácio Lula da Silva im Jahr 2004 Land an die indigenen Mundurukus im Amazonas-Gebiet übergeben hatte, sind noch nicht alle Schutzgebiete deklariert. Im Territorium von Aveiro liegt das Terra Indígena Escrivão, über das mit Stand 2019 noch keine Details vorliegen. Die Kommunalbehörden von Aveiro hatten sich geweigert, Indigene ohne geeignete Dokumente zivilrechtlich zu erfassen. Dies soll gerichtlich durchgesetzt werden.